# Пашаева, Нина Михайловна
Ни́на Миха́йловна (Магометха́новна) Паша́ева (20 июля 1926, Москва — 1 декабря 2013, Москва) — советский и российский историк, славист, библиограф, краевед и поэт. Доктор исторических наук, ведущий библиотекарь отдела фондов по всеобщей истории Государственной публичной исторической библиотеки России. Заслуженный работник культуры Российской Федерации.

## Биография
Нина Пашаева родилась 20 июля 1926 года в Москве. Дочь поэтессы Софии Сергеевны Кононович (1900―1996), правнучка астронома профессора А. К. Кононовича (1850—1910, из дворян). Отец ― Магометхан Пашаев дагестанец (лакец) оставил Софью Кононович в год рождения Нины.
Пашаева была крещена в православной Никольской церкви «у Знаменской решётки». В 1941 году она окончила семилетнюю школу. С началом Отечественной войны находилась в эвакуации в Ярославской области, где в 1944 году экстерном завершила среднее образование. Вернувшись в Москву, Пашаева с того же 1944 года (и до конца жизни) являлась прихожанкой храма во имя Илии Пророка, известного старожилам Москвы как церковь Ильи Обыденного.
В 1945 году Пашаева поступила на исторический факультет МГУ. За религиозные убеждения чуть не была исключена из университета. Закончив в 1950 году исторический факультет МГУ, в том же году по распределению поступила в Государственную публичную историческую библиотеку, где в дальнейшем последовательно занимала должности от рядового сотрудника до главного библиотекаря.
В 1958 году в институте славяноведения АН СССР Пашаева защитила кандидатскую диссертацию по теме богемистики (в частности теме Чехии XVII столетия была посвящёна и дипломная работа Пашаевой). В дальнейшем особое её внимание было сосредоточено на истории и культуре коренного восточнославянского населения Галиции. В 1960-х годах начали появляться её первые научные статьи, посвящённые национально-культурной истории Галиции и галицийским русинам. Однако круг её научных интересов не ограничивался вышеупомянутыми темами. Её исследования также посвящались и другим славянским народам и в частности их книжности. С 1975 года также занялась изучением истории Москвы.
В 1994 году в Институте славяноведения и балканистики РАН Пашаева защитила докторскую диссертацию на тему «Роль книги в славянском национальном возрождении (конец XVIII ― вторая половина XIX в.)».
В июле 2001 года была удостоена почётной благодарности за высокие достижения в конкурсе работ, представленных на Макариевскую премию.
3 ноября 2009 года выступила на «Лемковском вечере» в московском Доме Русского Зарубежья имени А. И. Солженицына, где поделилась своим видением лемковской проблематики.
Умерла 1 декабря 2013 года.

## Награды и премии
- медаль «Ветеран труда»
- медаль «За доблестный труд»
- медаль «В память 850-летия Москвы»
- знак «За отличную работу»
- почётное звание «Заслуженный работник культуры РСФСР» (1989)

Неоднократно была отмечена грамотами Министерства культуры РСФСР и ГПИБ.